# Леді в клітці
«Леді в клітці» (англ. Lady in a Cage) — американський чорно-білий кінофільм у жанрі трилеру, знятий режисером Волтером Грауманом 1964 року. У головних ролях Олівія де Гевіленд і Джеймс Каан.

## Сюжет
Місіс Корнелія Гілард, заможна вдова, мешкає в міському особняку разом з дорослим сином Малкольмом. Після того, як вона зламала стегно, в будинку встановили ліфт задля її комфортного переміщення між поверхами. Одразу після від'їзду Малкольма на вихідні через несправність електричної проводки жінка опиняється зачиненою в ліфті між поверхів. Корнелія починає дзвонити в аварійний дзвінок, намагаючись привернути увагу. Її чує безпритульний алкоголік Джордж. Він заходить до будинку та, побачивши безпорадність хазяйки, а також її багатство, краде тостер і пляшку дорогого вина. Він відносить тостер скупнику краденого, де його помічають троє молодих бандитів: Ренделл, його дівчина Елейн, та їхній приятель Ессі.
Джордж йде до знайомої повії Сейд і розповідає їй про будинок, де можна добре поживитися. Поки Джордж і Сейд крадуть з будинку цінності, на них нападають троє бандитів, які стежили за Джорджем. Ренделл вбиває Джорджа та змушує Сейд перенести награбоване до його автівки. Він вирішує вбити також і Сейд з Корнелією, й перед тим показує Корнелії листа, який залишив для неї Малкольм. В листі син сповіщає її, що більше не може витримувати материн авторитарний характер і збирається покінчити життя самогубством. Корнелія непритомніє. Прийшовши до тями, вона бореться з Рендаллом, тікає з ліфту, та, знесилена, виповзає з дому, прохаючи про допомогу проїжджаючих автомобілістів, але ті не помічають її. Коли Ренделл хапає її, аби затягти назад у дім, вона осліплює його, увіткнувши йому в очі дві короткі металеві планки, які перед тим відламала в ліфті. Елейн та Ессі покидають Ренделла та збираються тікати з награбованим. Сліпий Ренделл опиняється на проїжджій частині й миттєво гине під колесами автомобіля. На місце дорожньої пригоди прибуває поліція й Корнелія нарешті має змогу сповістити про насильство. Поліцейські затримують вцілілих злочинців.

## У ролях
| Актор                | Роль                          |
| -------------------- | ----------------------------- |
| Олівія де Гевіленд   | місіс Корнелія Гілард         |
| Джеймс Каан          | Ренделл Сімпсон О'Коннелл     |
| Дженніфер Біллінгслі | Елейн                         |
| Джеф Корі            | Джордж                        |
| Енн Сотерн           | Сейд                          |
| Рафаель Кампос       | Ессі                          |
| Вільям Сван          | Малкольм Гілард               |
| Чарльз Сіл           | містер Пол, скупник краденого |
| Скетмен Крозерс      | помічник містера Пола         |
| Річард Кіл           | громило містера Пола          |